# Estação Ecológica Juami-Japurá
Estação Ecológica Juami-Japurá (Juami-Japurás ekologiska station) är ett naturreservat i Brasilien som går under beteckningen ekologisk station. Det ligger i kommunen Japurá och delstaten Amazonas, i den nordvästra delen av landet, 2 700 km nordväst om huvudstaden Brasília.
Den ekologiska stationen på 831.524 hektar (2.054.74 tunnland) skapades genom ett dekret den 3 juni 1985 och som ändrades den 11 oktober 2011. Den administreras av Chico Mendes institutet för bevarande av biologisk mångfald.
I omgivningarna runt Juami-Japurá Ecological Station växer i huvudsak städsegrön lövskog. Trakten runt Juami-Japurá Ecological Station är nära nog obefolkad, med mindre än två invånare per kvadratkilometer. Tropiskt regnskogsklimat råder i trakten. Årsmedeltemperaturen i trakten är 23 °C. Den varmaste månaden är februari, då medeltemperaturen är 24 °C, och den kallaste är januari, med 22 °C. Genomsnittlig årsnederbörd är 4 082 millimeter. Den regnigaste månaden är februari, med i genomsnitt 495 mm nederbörd, och den torraste är oktober, med 218 mm nederbörd.